# Pardosa herbosa
Pardosa herbosa là một loài nhện trong họ Lycosidae.
Loài này thuộc chi Pardosa. Pardosa herbosa được Jo & Kap Yong Paik miêu tả năm 1984.